# Pelican (Schiff, 1777)
Die Pelican war ein 24-Kanonen-Post ship 6. Ranges der Porcupine-Klasse der britischen Marine, die von 1777 bis 1781 in Dienst stand.

## Geschichte

### Bau
Die spätere Pelican wurde am 24. Juli 1776, als zweite Einheit ihrer Klasse, bestellt und im August 1776 auf der Grove Street Yard in Deptford durch das Unternehmen Adams & Barnard auf Kiel gelegt. Der Stapellauf erfolgte am 24. April 1777 und die Indienststellung unter dem Kommando von Captain Henry Lloyd am 5. Mai 1777. Die reinen Baukosten betrugen 5392 Pfund 12 Schilling und 10 Pence (siehe Pfund Sterling).

### Einsatzgeschichte
Nach Ausrüstung der Pelican, welche mit zusätzlichen Kosten von 3.545 Pfund und 7 Pence zu Buche schlugen, operierte das Schiff bis Mitte 1779 in den Gewässern der Nordsee, Biskaya und vor Portugal. Anschließend wurde es im August und September 1779 in der Marinewerft in Sheerness überholt und der Rumpf mit Kupfer beschlagen, was Kosten von 3.211 Pfund 4 Schilling und 6 Pence verursachte.
Ende November wechselte dann das Kommando von Captain Henry Lloyd kurzzeitig zu Captain William Lockhart und Anfang Januar 1780 zu Captain Thomas Haynes. Unter diesem operierte die Pelican ab 13. April 1780 von Jamaika aus, bis am 1. November 1780 die Führung des Schiffes zu Captain Cuthbert Collingwood wechselte. Unter dessen Kommando wurden am 9. Dezember 1780 und 22. Juli 1781 jeweils die französischen Freibeuter La Marquise de Saint-Pern und Le Cerf (16 Kanonen) als Prisen genommen.
Am 2. August 1781 erlitt die Pelican während eines Hurrikans bei den Morant Cays, 51 Kilometer südöstlich von Jamaika, Schiffbruch und ging verloren. Die Besatzung schaffte es aber an Land, wo sie 10 Tage später gerettet wurden. Collingwood wurde anschließend, wie in solchen Fällen üblich, wegen des Verlusts seines Schiffes vor ein Kriegsgericht gestellt. Dies sprach ihn aber frei, da kein Fehlverhalten festgestellt werden konnte.

## Liste der Kommandanten
| Name                         | Beginn der Amtszeit | Ende der Amtszeit |
| ---------------------------- | ------------------- | ----------------- |
| Captain Henry Lloyd          | 5. Mai 1777         | 26. November 1779 |
| Captain William Lockhart     | 26. November 1779   | 5. Januar 1780    |
| Captain Thomas Haynes        | 5. Januar 1780      | 1. November 1780  |
| Captain Cuthbert Collingwood | 1. November 1780    | 2. August 1781    |